# ふたつのスピカ
『ふたつのスピカ』は、柳沼行による漫画、またそれを原作とする望月智充監督のテレビアニメ作品、ノベライズ、およびテレビドラマである。

## 概要
宇宙飛行士を目指す5人の少年少女が成長する姿を、彼らの友情や宇宙への想い、過去との葛藤を中心に描いたSFファンタジー作品である。
『ふたつのスピカ』の連載はメディアファクトリー発行の『月刊コミックフラッパー』で2001年10月号から2009年9月号まで行われた。単行本は全16巻。
柳沼行は連載開始前、同誌2000年7月号から、「2015年の打ち上げ花火」を始めとする5本の読み切り短編（アスミシリーズ）を発表している。主人公が中学校を卒業するあたりから始まる本編に対し、読み切り短編は小学校から中学校時代を描いている。これらの作品は厳密に言うと『ふたつのスピカ』ではないが、短編の設定を引き継いで本編が描かれているため、現在では『ふたつのスピカ』の一部分として扱われている。これらの短編は単行本の1巻から3巻に収録されている。
上記の他に書き下ろし短編の「350番テーブルのスピカ」があり、「アニメ設定資料集」に収録されている。

## あらすじ
2010年、日本初の有人宇宙探査ロケット「獅子号」が打ち上げられた。しかし、上昇中に補助ブースターが爆発、飛行停止システムも作動せず、獅子号は鴨川アスミの住む唯ヶ浜市街地に墜落する。搭乗員は全員死亡、民間人にも多数の死傷者を出す大惨事を引き起こした。これにより、日本の宇宙開発は大きく遅れる事になった。
数年後、この事故で寝たきりとなっていた母親を亡くしたアスミの前に、獅子号の搭乗員だった高野の幽霊であるライオンさんが現れる。ライオンの被り物をした彼の姿は、不思議な事にアスミにしか見えなかった。彼は独りぼっちだったアスミに、自らが果たせなかった宇宙への夢を語った。その話を聞いてライオンさんと「ある約束」をしたアスミは、大きくなったらロケットの運転手になる、と心に誓う。
ある夜ライオンさんは、アスミにおとめ座のα星・スピカの話をした。スピカが連星であること、ふたつのスピカが支えあって一つの輝きを生んでいること、どちらかひとつが消えてなくなるまで…。ずっと一緒にいて欲しい、と言うアスミに、ライオンさんは、そこに星がある限り一緒にいる、と答えるのだった。
中学卒業後、新設されたばかりの宇宙飛行士養成高等専門学校、「東京宇宙学校」に進学したアスミは、そこで同じ夢を持つかけがえのない仲間に出会う。様々な困難を乗り越えながら、アスミは仲間と共に宇宙を目指して進んで行く。

## 登場人物

### 主要人物
鴨川アスミ（かもがわ アスミ）
本作品の主人公。神奈川県鎌倉市唯ヶ浜出身。ロケットの運転手（宇宙飛行士）になる夢を目指して東京宇宙学校に通う、純粋で前向きな女の子。身長は144センチと小柄だが、宇宙を目指すと決めた時からほぼ毎日続けているランニングの成果で、足の速さと持久力は宇宙飛行士コースのNo.1。持ち前の真面目さと集中力から成績も一般科目も含め非常に優秀ながら英語だけは全くの苦手で、赤点を取った事もある。1歳の時に獅子号墜落事故に遭遇し、母親が植物状態を経て死亡したため、父親・友朗に男手一つで育てられる。宇宙に対する想いは誰よりも強く、宇宙に関する事なら何にでも興味を示し、星の位置や距離をほとんど暗記していて、仲間からも「星マニア」と言われている。
水泳は小さい頃に溺れた時のトラウマが多少残っているため、泳ぐ事はできるがあまり得意ではない。幼少の頃は獅子号事故の後遺症により、利き手の左手はほとんど握力が無い状態だったが、ライオンさんに勧められた地道なトレーニングで克服し、中学を卒業する頃には片手で胡桃を割れるほどになった。その後、崖から落ちた際に後遺症が再発して再び握力を失うが、こちらも回復した模様である。
宇宙学校の付属女子寮である「かもめ寮」から通学している。また、学費・生活費を稼ぐため、ファミリーレストランでアルバイトをしている。
ライオンさん〔高野〕（たかの）
墜落した獅子号の搭乗員だった高野の幽霊（?）。アスミと同じ唯ヶ浜出身。白無地のTシャツに作業ズボンと宇宙服の一部と思しきつま先の膨らんだブーツと大きめの手袋に、ライオンの被り物(獅子号のマスコットキャラクターの着ぐるみ)という奇妙な姿で昼間でもお構いなしに出没する。宇宙を目指す上で苦手なことを努力によって克服しており、最後に同僚の好意ないし偶然に助けられて獅子号の椅子を獲得したが、それが彼が命を失う結果となった悲哀な過去を持つ。ざっくばらんでさばけた性格で、自身が死んで幽霊となったのを素直に受け入れ、方々を放浪していたらしい。
「ライオンさん」と名付けたのはアスミで、それまでは特に名前はなかったらしい。アスミが宇宙に憧れるきっかけを作っただけでなく、今も良き相談相手であり、アスミにとって掛け替えのない存在である。生前から好きだったハーモニカを常に持ち歩いており、よく演奏している。幽霊ではあるが、物に触れるらしく、慰霊碑の落書きを消したり、アスミの訓練を物理的に手伝ったりしている。
普段はアスミにしか見えないが、アスミの初恋の相手である島津タカシには見えていた。また、宇喜多万里香と鈴木秋にも、ほんの一瞬ではあるが見えたり、演奏が聞こえた事がある。
獅子号への搭乗前、付き合っていた鈴成由子にプロポーズするつもりだったが照れて言えずじまいで、照れ隠しに彼女に渡した獅子号のマスコットには、あるささやかな秘密を隠していた。鈴成由子が他の男性と結婚するまでは、この事が彼が現世に未練を残す要因の一つになった。他に父親が作中存命しており、その父に生前反発していたことも心残りだった模様。
極めて短い期間であったが、「宇喜多万里香に瓜二つの少女（幼少時代の宇喜多まりか）と交流があった。その間、2人で秘密基地を造ったり、一緒に踊ったりして楽しい時を過ごした。その後彼女は病気の治療のために海外へ渡り、以後2人が出会う事は2度となかった。
原作・アニメでは重要人物として登場するが、NHKドラマ版では設定されていない。ただし第一話でアスミの鞄につけられているマスコット人形がライオンさんの形をしているところに痕跡が見える。
宇喜多万里香（うきた まりか） / マリカ
アスミの友人。容姿端麗・頭脳明晰だが、どこか影のあるミステリアスな少女。不思議な深い緑色の目をしている（原作設定。アニメ版では青色）。父親への反発心が強く、大変な負けず嫌いで他人を競争相手としか見ておらず、最初のうちは生徒間の交流も煩わしく思っていたらしい言動を見せている。大財閥の令嬢であるが、彼女の出生には重大な秘密があり（後述）、そのために彼女の体を過剰に気遣う父親により、宇宙学校入学までは事実上屋敷に軟禁されて生活していた。義務教育期間も学校への通学を許されず、家庭教師の下で勉強させられていたため、人間関係や社会の常識に少々疎い所がある。アスミ達に誘われて海へ行った際、そこが泳ぐ目的も有する場所である事を知らなかった、というエピソードもある。宇宙学校入学後は、反発している父から少しでも独立したいと望み、途中からアスミの住むかもめ寮に入寮。その後、もう少し社会と関わりを持とうと考え、喫茶店でアルバイトを始める。
宇宙学校に入学した頃は無愛想、人嫌いで他人を全く信用せず、周囲と打ち解けようとしなかった。宇宙に興味を持った理由も、軟禁されていた部屋から逃げ出して、自分を知る人が誰一人いない場所へ行きたい、という後ろ向きなものだった。しかし、アスミのひたむきな宇宙への想いに触れて頑なな心が変わり始め、同じ夢を持つ仲間の大切さに気付く。作中終盤ではアスミ達の事を「友達」と言い、皆と一緒に宇宙へ行きたい、と強く願うようになった。
外見からは健康体に見えるが、彼女の出生に関連した姉、母譲りの病気のため、極度の負担が重なると稀に吐血する事がある。ただ、当初はそれを他人に知られまいとひた隠しにしていた。宇喜多財閥傘下の製薬会社が開発した薬を飲んで病気の進行を遅らせている。
名前の由来は戦国武将の宇喜多秀家から。（ふたつのスピカ イラストブックより）
府中野新之介（ふちゅうや しんのすけ） / ふっちー
アスミの友人。唯ヶ浜出身。アスミの幼馴染であり、小学生の時、川で溺れたアスミを助けた命の恩人でもある。いつもアスミの事を気に掛けているが、現実感のないアスミの言動に引きずられる事を怖れてか少し突き放した態度を取る事があり、口はかなり悪い。宇宙学校に入学した動機が、アスミの身を案じて傍にいたかったためである、という事は半ば公然（鈴木秋、宇喜多万里香からよくからかわれる）の秘密であり、そのために宇宙への想いは当初は希薄であった。
ちなみに、愛称「ふっちー」の名付け親は鈴木秋で、当人はこの愛称を真面目な性分から砕けた雰囲気の響きを嫌がっていたものの、鈴木秋と近江圭が事あるごとにこう呼ぶために最後には諦めの境地で好きに呼ばせるようになった。アスミは「府中野くん」と呼んでいる。
手先が器用で、機械工作やロボットアームの操作に秀でている。成績もかなり良いのだが、体力面は、普段から鍛錬を怠らないアスミにはかなわず、そこに至るまでにどれほどアスミが走り込んでいるかもよく知っているため、張り合う気持もない。花火卸問屋を営む親戚の家に下宿しており、そこから原付バイクで通学している。また、居候の身であるため着ぐるみのアルバイトをしている。
花火屋の息子だが、店は兄（府中野線之介）が継ぐ予定。小学生の時、自分で作ったトンボ花火の閃光を至近距離で浴びたことで目に後遺症（視力低下と赤緑色盲）が残り、それ以来眼鏡を掛けるようになった。高校への入学試験では上手くごまかして発覚を免れたが、例え候補生に選抜されてもその時には確実にバレるため、自らが宇宙飛行士には決してなれないことを自覚している。最終試験の際、アスミと圭にそれを知られてしまうが、それでも彼女らと同じ進路を選んだ理由を「（アスミと同じ道を行けば）普通の人間には見えないものを（障害を負ってしまった目でも）見れるのではないかと思ったから」と述べた。
原付を所有しており、時折バイト帰りのアスミやまりかを（不平を言いつつも）乗せてやっている。
名前の由来は府中本町駅から。（ふたつのスピカ イラストブックより）
近江圭（おうみ けい） / けいちゃん
アスミの友人。明るくて人付き合いも良いのだが、少々おせっかいが過ぎる面があるがムードメーカー的な存在。アスミとは対照的に170cmを超える長身で、少しコンプレックスを感じている。幼い頃は合気道を習っていたものの、運動全般、特にランニングなど体力作りが目的の単調で地味な運動は苦手。写真撮影が趣味でポケットカメラを愛用していたが、後にデジタルカメラの高級機種を中古で入手している。月に憧れていて、月面での写真撮影が将来の夢であり、宇宙学校に入学した理由でもある。鈴木秋に想いを寄せているようでもあるが、しばしば友情を優先させてしまうため進展はない。宇喜多万里香とは良き喧嘩友達。実家は老舗の和菓子屋を営んでいて、家族でハワイ旅行に行ける程度には裕福だが、いたって庶民的である。お気に入りの曲は荒井由実の「ひこうき雲」で、これがキーとなったエピソードもある。
原作では当初眼鏡を掛けていたが、宇宙学校の入学式以降はコンタクトレンズに変えている。アニメでは最初から眼鏡を掛けていない。コンタクトレンズを使用しているかどうかは不明。
アスミに対しては親友として接し、マリカに対しては意固地で手のかかる友人という態度を見せているが、それでも大事な友人だと見ているらしく、何かにつけてお節介を焼こうとしては素気無く突っぱねられ、その他人に頼ろうとしない（もしくは他人を信用しない）マリカの態度に腹を立てたりしている。
鈴木秋（すずき しゅう）
アスミの友人。代議士である父親の反対を押し切って宇宙学校へ進学したために実家から勘当されており、仕送り等の経済的支援は一切ない。学費と生活費を稼ぐためのアルバイトで授業に出ない時があるが、それでも成績は常にトップという秀才。人が集まる行事にはほとんど出ず、入学式や自分の壮行会までも欠席し、暇さえあれば校舎内のどこかで昼寝をしている。普段は飄々として掴み所がないため軽薄な印象を受けるが、実際は周りの状況を見て的確な判断ができる、しっかりした人物。
宇宙への興味は、宇宙に対して造詣が深かった母方（鍋島家）の祖父の影響で、その祖父の膨大な蔵書（学校に土地・建物ごと寄付されている）を入学までに読破したという読書家でもある。実母は秋が幼少の頃に、宇喜多万里香と同じ病気のために亡くなった。父親が闘病中の実母にとった冷たい態度とそれに続く離婚、実母がまだ生存中に関わらず行なわれた再婚が後の親子間の確執の原因になっている。また、「政治家は顔が大事」とも言った父親に対し、抗議の意味を込めて眉毛を剃っている。家出同然で学校の図書館に住み込んでおり、生活費をアルバイトで賄っている。
3年生になる頃には、宇喜多万里香と似た出血症状（主に鼻から）が起きることを自覚していた。東京宇宙学校の推薦枠（一名）で参加した、新型スペースシャトルの日本人搭乗員選抜試験に合格してアメリカへ旅立つ予定だったが、出発前のメディカルチェック後に宇喜多万里香と同じ病気が劇症で現れ入院、星々の写真を手にしたまま急逝した。万里香とは遠縁の親類にあたる。
「鈴木さくら」という名前の妹がいる。名前の由来は、2人合わせて秋桜（コスモス）から。（ふたつのスピカ イラストブックより）
最終話にうさぎの被り物をした制服の少年が登場するが、彼かどうかは定かではない。

### 主要人物の関係者
鴨川友朗（かもがわ ともろう）
アスミの父親。妻・今日子が獅子号事故で被災した後は、男手一つでアスミを育てた。かつては宇宙開発事業団で佐野と共に獅子号開発チームの一員だったが、獅子号計画に対する政府の横槍のため、計画途中でメンバーから外された。秀でた技術者というわけではなかったようだが、ひらめきと危機意識と愛嬌は人一倍あったため、ロケット開発現場では重用され周囲から愛された。事故後は、事故調査委員会の遺族係として被災者との補償交渉に当たった。
現在は今日子の治療費とアスミの学費のために建設現場で働いているが、今でも事故慰霊碑への参拝を欠かさない。将来は民間宇宙ロケット会社を興す構想を持っている。
鴨川今日子（かもがわ きょうこ）
アスミの母親。アスミが1歳の時に獅子号事故に遭遇、アスミをかばって顔と頭に重傷を負った。植物人間状態で生存していたが、5年後、一度も意識が戻らないまま死亡した。享年33。遺骨はアスミとライオンさんの手で、唯ヶ浜の海が一望できる丘の上に埋葬された。
全身を包帯で包まれて入院していたため、アスミは写真でしか今日子の顔を見た事がなく、会話をした事もなかった。アスミが川で溺れた時に、夢うつつの中ではあるが、初めて親子の会話をする事ができた。
今日子、友朗、佐野の3人は、かつて同じ大学の天文部に所属し、宇宙開発事業団でも同僚だった。
宇喜多万里香（うきた まりか） / まりか
アスミと同級の宇喜多万里香（マリカ）と瓜二つで名前も同じ少女。幼少時、病気の療養目的で短期滞在していた唯ヶ浜で当時小学生だった高野（ライオンさん）と出会い、つかの間の交流が行われた。彼女の願いを聞いて一緒に踊ってくれた高野は、ずっと一人だった彼女にとって生まれて初めての「友達」といえる存在だった。しかしその直後、病気の本格的な治療のためにスイスへ渡航する事になり、数年後、再び高野と会う事もなく帰らぬ人になった。
彼女の死後、採取・保存されていた遺伝子をスイスの医学者が国際法（クローン禁止国際条約）違反を覚悟でクローニングし、アスミ達の出生年前後に代理母が出産したのが現在の宇喜多万里香（マリカ）で、遺伝学的には、出生時期の異なる一卵性双生児の姉妹とも言える。
オリジナル体のまりかは、クローン体のマリカと異なり、人当たりも良く温和な性格だった。父親に対しても従順な態度で接していた（これは、父親からの接し方が現在のマリカとは正反対に終始温厚だった事も関係している）が、将来の進路についてはマリカと同じく宇宙飛行士、もしくは宇宙関連の仕事に就く事を願い、これだけは父親の言いなりにならなかった。現在のマリカとの外見上の相違として、髪型の一部（左側のみ）を三つ編みにしている事、およびロングヘアである事（マリカはセミロング）の二点が挙げられるが、幼少時のマリカも父親から強要されて同じ髪型にしていた。マリカが今の髪型にするのは、父親への反発心を顕わにする様になってからである。
なお、物語では混乱を避けるため、こちら（姉・オリジナル体）を平仮名で「まりか」、アスミの友人（妹・クローン体）は片仮名で「マリカ」と表記している。
宇喜多千里（うきた せんり）
医薬品・医療機器製造業を中心に企業を展開している宇喜多財閥の会長。かなりの高齢。オリジナル体のまりかの父親であると共に、クローン体のマリカの遺伝学的な意味の父親でもある。溺愛していたまりかを亡くした後、スイス人医師ブルーノ・ベルナーに国際法違反と知りながらクローニングを依頼し、現在のマリカを生み出した。以後この秘密の露見を防ぐため、マスコミなどのメディアには一切顔を出さず、マリカを屋敷に軟禁状態にして育てた。マリカの進学に反対しながらも、宇宙学校に多額の寄付をしている。鈴木秋の鍋島方の祖父とは古くからの知り合いだった。なお原作ではマリカに対しても大事な娘だと見ている真情を吐露しており、彼の厳しい態度も娘可愛さの反動であることもうかがえる。
アニメのエンディングクレジットでは「万里香の父」と表記されている。
ドラマでは女性に変更。
鈴木春夫（すずき はるお）
鈴木秋・さくら兄妹の父親。大企業家で代議士。獅子号計画の予算が大幅に削られた時には内閣官房長官を務めていた。宇宙学校への進学に反対して秋を勘当し、学費や生活費を一切渡していない。趣味は鉄道模型で、昔は電車の運転士になるのが夢だったようである。
アニメのエンディングクレジットでは「秋の父」と表記されている。
鈴木さくら（すずき さくら）
秋の異母妹。小学6年生。考古学に興味を持っているが、両親からはよく思われていない。秋の葬儀の際、彼の最後の頼みにより「猫ふんじゃった」をピアノで演奏する。
アニメには登場せず、ドラマのみに登場。
鈴木秋の母
秋の実母。旧姓は鍋島。秋と同様ポンカンが好物だった模様。夫と離婚した後しばらくして、宇喜多万里香と同じ病気で亡くなる。秋の宇宙飛行士になる夢を察し、応援していた。
府中野円之介（ふちゅうや えんのすけ）
府中野新之介の祖父。府中野花火店の先代の当主で腕利きの花火職人だったが、新之介が宇宙学校2年生の夏に亡くなった。生前、子供にしか見えないという「緑色に光る星」と同じ緑色を再現する花火の製造に挑んでいたが、完成させる事はできなかった。その成し遂げられなかった想いを彼は孫の新之介に託し、兄（府中野線之介）と共に府中野花火店を継いでくれる事を願っていた。幼いアスミが泣いていた時に手作りの線香花火をくれるなど、アスミにとっても実の祖父のような存在だった。
府中野線之介（ふちゅうや せんのすけ）
府中野新之介の兄。府中野花火店の二十七代目当主。

### 東京宇宙学校
佐野貴仁（さの）
宇宙物理学を担当する宇宙学校の教官。かつては鴨川友朗と同じく獅子号開発チームの一員であった。友朗と今日子の大学時代の同期でもあり、今日子に好意を寄せていたらしい（ドラマ版では沢渡百合という恋人がいる）。獅子号の設計コンペで自案に反対し、採用された対案の開発プロジェクトに引き続き加わった友朗を恨んでおり、そのために娘のアスミも嫌悪していた。それには単なる嫉妬心ではなく、自案が採用されていれば痛ましい事故で大勢の犠牲者が出る事はなかったという自信、自責の念のほか、恋人を獅子号事故で亡くした事なども絡んでいた。しかし、実は友朗も獅子号開発チームから外され、友朗が支持していた案が事実上反故にされていた、という当時の実情を塩見から知らされ愕然とする。
宇宙学校退職後は、友朗の忠告も受け入れず、獅子号事故の真相を独自に調べていた。獅子号開発計画に横槍を入れて純国産化を事実上断念させた張本人が、実は宇宙学校の上司（学年主任）だと知り詰問するが、同人の暴言をきっかけに傷害事件を起こして警察に連行されてしまう。その後、塩見らの尽力により釈放された際に友朗が抱く民間宇宙ロケット会社構想への参加を誘われ、後に実際に会社を興す準備を整えて友朗を誘いにやってくる。
塩見（しおみ）
入学試験ではアスミの面接を担当していた宇宙学校の教官。性格は温厚だが宇宙に対する思いは強く、また熱血的な一面も持つ。佐野に獅子号事故の真相を伝え、友朗やアスミに対する恨みが誤解である事を気付かせた。担当した生徒たちの希望を可能な限りかなえたいと常々考えており、標準よりも小柄過ぎて宇宙服のサイズがなかったアスミが在籍できるように、他の教官達を説得した人物でもある。
原作とアニメでは男性で苗字のみが設定されていたが、ドラマ版では女性に変更されフルネームが塩見敏子と設定されている。
西田先生（にしだ）：アニメ / 大西耕次郎（おおにし こうじろう）：ドラマ
宇宙学校の体育、実技、訓練全般を担当する教官。緑色の体育着にマッチョな体格が特徴。厳しくも温かく生徒を見守るが、訓練で度々余計な仕掛けをするため、近江圭からは「鬼」呼ばわりされている。元は飛行士だったらしく、ある事情で空から降りたという。
原作では、「教官」と呼ばれるのみで名前は明らかになっておらず、また、西田という教官は別にいる。アニメでは、同僚から「西田先生」と呼ばれているが、エンディングクレジットでは「体育教官」と表記されている。ドラマでは大西耕次郎というオリジナルの名前が設定され、西田という教員も登場しない。
坂下リンゴ（さかした リンゴ）
東京宇宙学校の医学コースに在籍する、アスミの2年先輩の女子生徒。アスミが住む「かもめ寮」の寮長代理を務めている。医学コースに合格するのは東京大学合格よりも難しいと世間で噂される程であるが、そんな苦労は微塵も感じさせない、いたってマイペースで面倒見がいい性格である。寮にいる時はジャージに突っかけ、半纏という妙な格好でうろついている。原作では重度の花粉症を患っているため、戸外に出るときは腫れた目を隠すための大きなサングラスと花粉よけのマスクという怪しい出で立ちで、初対面の人を驚かせている。
徳島みかん（とくしま みかん）
東京宇宙学校の新入生でアスミの2年後輩の女子生徒。かもめ寮への入寮初日、アスミを同級生と勘違いする。かもめ寮の次期寮長代理候補で、長所は視力の良さ。在籍コースは不明。愛媛県出身。
山本（やまもと）
宇宙学校入学試験（閉鎖環境適応テスト）を受けた時に府中野、秋と同室になった坊主頭の少年。協調性や忍耐力の無さから不合格になった。

### 唯ヶ浜小学校
鈴成由子（すずなり ゆうこ）
生前の高野（ライオンさん）の恋人で、アスミの小学校時代の担任。獅子号の事故後、高野の母校の唯ヶ浜小で教職に就いたが、事故から5年が過ぎても、大切な人を失った心の傷は癒えておらず、仕事上の悩みもあって思い詰めていた。そんな時、森の中の秘密基地（オリオン2号）で高野の少年時代の作文を見つけ、自分の夢を思い出す。その後、花火大会の夜にアスミが取り持った高野の残したものとの再会で気持ちの整理が付き、アスミが宇宙学校1年の時、他の男性と結婚、高野は彼女の幸せな結婚を祝福し、ハーモニカを演奏した。
柴田かさね（しばた かさね）
アスミと府中野の唯ヶ浜小時代の同級生（クラスは別だった）。父親を獅子号の事故で亡くし、自身も左腕に重度の火傷を負い、現在も傷跡が残っている。その傷跡を理由にクラスメートからイジメを受けてきたせいか、気性の激しい性格となって孤独な毎日を送り、学校も休みがちだった。そんな時にアスミと出会い、徐々に心を開いて友達になる。しかしアスミの父が事故調査委員会の遺族係として自宅に来た人物と知ると、アスミに怒りをぶつけ、それからは疎遠になってしまう。間もなく治療のために大病院の近くに引越しをする事になり、アスミと仲直りができないまま別れてしまう。
その後の展開は原作とアニメで異なっている。原作では、高校卒業後の進路に悩んで家出し、「かもめ寮」へアスミを訪ねてくる。アニメでは、サバイバル訓練中に倒れて病院で休んでいた宇喜多万里香と対面、間接的にアスミの近況を聞くが、アスミとの対面シーンはない。
島津タカシ（しまづ タカシ）
アスミ、府中野と小 - 中学校の同級生で、アスミの初恋の相手。彼も宇宙を夢見ていたが、中学1年の時、小さい頃から患っていた病気のために急死してしまう。彼にもライオンさんの姿が見えていて、入院していた病院の窓から、アスミとライオンさんが走る姿をスケッチしていた。
森山柚子（もりやま ゆずこ）
アスミ、府中野の小学校時代の同級生で、3年生の時の学級委員長。アスミが川に落ちて溺れた時に夢の中で母親に会ったと聞き、自分も同じようにすれば病気で亡くした母親に会えると思い、川に飛び込もうとする。しかし、ライオンさんのハーモニカの音色に集まってきた、生前の母親が見たいと言っていた蛍の群舞を見て間一髪で思いとどまる。

### その他
桐生（きりう）
獅子号事故で両親と兄を亡くし孤児となった少年。容姿がどことなく島津タカシに似ている。当初は諸所の事情、しがらみで宇宙開発反対運動に参加していたが、特に事故そのものは物心つく前であったことにもちなみ宇宙開発に対して余り明確には憎悪や反対の感情は持っていない。しかし同じ事故で家族を失った運動参加者らに仲間意識から家族扱いされ居心地の良さを感じて反対運動にずるずると参加し続けていた。そんな自分とは正反対の、強固な意志と目標を持って日々の学業に励んでいるアスミ達に、羨望と嫉妬が入り混じった複雑な感情を抱き、心ならずも厳しい言葉をぶつける。しかし、アスミのひたむきな宇宙への想いに触れ、その後は徐々に自分の心に素直になってゆく。有名な進学校に特待生として通っていたが、卒業後は大学へは進学せず、海外ボランティア活動に参加するために日本を離れる。ライオンさんと同様にハーモニカを吹くが、腕前はあまり良くない。姓のみが明らかになっている。
アニメには登場せず、ドラマでは名が春樹と設定された。
拝島涼平（はいじま りょうへい）：原作 / 拝島涼子（はいじま りょうこ）：ドラマ
元宇宙飛行士。高野（ライオンさん）の高校時代からの友人で、共に宇宙飛行士の試験を受けて合格する。獅子号の正式メンバーに選ばれるが、高野に搭乗を譲るために体調不良を装って辞退する。代わりに搭乗した高野が獅子号事故で亡くなった事に負い目を感じて、一度きりの宇宙飛行で引退した。現在はヨーロッパで医療関係の仕事に就いている。
アニメには登場せず、ドラマでは現役女性宇宙飛行士に変更。
（氏名不詳）
宇宙作業用ロボットの開発者で、西田先生の知り合いらしい。宇宙飛行士コースの生徒に嫌味な物言いをするが、獅子号の船長だった父親のような犠牲者を出したくないという想いから、ロボット開発に力を入れている。
ドラマでは、桐生に設定が統合された。
伊地村 / いっちゃん（いちむら）
高野（ライオンさん）の小学校時代の友人で、現在は新聞記者をしている。子供の頃から眼鏡をかけている。鈴木秋の取材で宇宙学校を訪れた際、マリカを見かけて少年時代の事を思い出す。高野とまりかの事を知っているが、まりかとマリカの関係は知らなかった。

## 作品世界の年表
- ? - ライオンさんこと高野（小学3年）、唯ヶ浜に病気の療養に来ていた宇喜多万里香（まりか）に初恋。
- ? - 高野（小学5年）が宇喜多万里香（まりか）と友達になる。
  - その直後、宇喜多万里香（まりか）は病気の治療のためにスイスへ渡航。
- 2007年3月 - 宇喜多万里香（まりか）、中学校、もしくは高校の卒業式で笑顔の記念写真撮影。
- 2007年 - 2008年 - この頃、宇喜多万里香（まりか）死去。霊体の年格好から見て、現在の宇喜多万里香（マリカ）と同じ位か、もう少し上の年齢まで生存していたと思われる。
- 200?年 - 高野と拝島（共に高校生）が出会い、一緒に宇宙を目指す。
- 2008年 - 鈴木秋（4月14日）、府中野新之介（5月31日）、宇喜多万里香（マリカ・12月29日）が誕生。
- 2009年 - 近江圭（1月21日）、鴨川アスミ（3月3日）が誕生。
- 2010年 - 高野らの搭乗した有人ロケット「獅子号」が打ち上げ直後に上昇失敗、唯ヶ浜に墜落。高野を含め乗員は全員死亡、唯ヶ浜の住民も多数が死傷。
  - この時アスミは1歳。
  - 柴田かさねの父は焼死、佐野の恋人は即死だったらしい。
  - 鴨川友朗、「獅子号墜落事故調査委員会遺族係」に異動になる。
  - スイス人医師ブルーノ・ベルナーが「既に5人のクローン人間を誕生させた」と発表。その内の一人が宇喜多万里香（マリカ）であるらしい。
- 2012年 - 人間のクローンを作る事が国際的に禁止される（シックス・デイ）。
- 2014年 - 宇宙開発推進計画により、国立東京宇宙学校開校。
- 2015年 - 鴨川今日子、意識が戻らないまま死亡。
  - アスミ（小学1年）がライオンさんと出会う。
  - 高野の恋人だった鈴成由子は24歳になっている。
  - アスミがカムパネルラの森でオリオン2号を発見する。
  - アスミが川で溺れるが、危うく府中野に助けられる。臨死体験中に母と暫しの再会。
  - アスミと柴田かさねとの出会い、そして別れ。
- 2016年? - ライオンさんの教えに従い、アスミ（小学2年）が握力を鍛え始める。
- 2017年? - アスミ（小学3年）の同級生の森山柚子の母が病死。
- 2021年? - アスミ（中学1年）と島津タカシとの出会い、そして死別。
- 2024年 - アスミ・宇喜多万里香（マリカ）・府中野新之介・近江圭・鈴木秋の5人、東京宇宙学校へ入学。
  - 本編はこの辺りから始まる。
- 2026年 - 小笠原第二宇宙センターから有人ロケット打ち上げ計画。
- 2027年? - 太陽光発電衛星打ち上げ計画。

## 作品中の用語の解説
H IV型ロケット
現在打ち上げに使用されているH-IIBロケットより数世代先の後継機という設定。Hシリーズのバージョン4を示唆した名となっている。
JAMSF（ジャムスフ）
獅子号計画のために設立された「有人宇宙飛行局」（Japan Administration of Manned Space Flight）の略称。旧宇宙開発事業団（NASDA）や宇宙航空研究開発機構（JAXA）がモデルになっている。アニメ版のみの設定で、原作では事業団の名称の方がそのまま使われている。
天ノ川女子高等学校
柴田かさねが通っている高校。学校に戻ったかさねを、天文部部長の国立リカが天文部へ勧誘する。
宇喜多財閥
医療機器・医薬品製造業を中心に展開している企業グループ。戦前からの長い歴史がある。会長は宇喜多万里香の父、宇喜多千里。マリカの薬を開発した製薬会社は傘下の企業である。
宇喜多マリカの病気と薬
ある遺伝子の異常を持った人が発症する先天性の病気で、子々孫々に渡り遺伝子疾患が続く。結核のように吐血するなどの症状があり、薬を飲み続けないと死に至る事もある。一昔前まではこの病気は不治の病で、伝染病だと思われていた時期もあった。その後研究が進んだが今も原因は不明、根本的な治療法も確立されていない。病気の進行を遅らせる延命治療薬が開発された段階であり、現状では完治させる事は非常に難しい。薬は錠剤とカプセルの2種類を服用する。現在この薬は一般の医療機関に流通していて、宇喜多財閥傘下の製薬会社の利益に繋がっているが、宇喜多まりか、まりかの母親、および鈴木秋の母親の闘病時にはまだ開発途上だった。急性発症に対しては効用があまり期待出来ず、鈴木秋の早すぎる夭折を食い止める手立てには成り得なかった。
宇宙観測通信所
千葉県の山中にある、天文台などがある施設。モデルはJAXA勝浦宇宙通信所。
小笠原第二宇宙センター
小笠原諸島にある日本のロケット打ち上げ基地。種子島宇宙センターがモデルになっている。
オリオン号ロケット
- 1号・2号（秘密基地）
- 8号（打ち上げ可能な模型ロケット）
- 28号・29号（雪像）

カムパネルラの森
宇喜多まりかが唯ヶ浜の深い森に付けた名前。まりかが遺した日記に書かれていた。宮沢賢治の著作「銀河鉄道の夜」に登場する場面に倣って命名。
鴨川家の家族の名前
アスミの名前は、どんな時でも明日を見つめられる人になるように、と母・今日子が命名した。家族3人の名前は、友朗＝tomorrow＝明日、今日子、アスミというつながりになっている。
かもめ寮
アスミ達が入居している宇宙学校付属の女子寮。長い階段を上った先にある築40年の古い建物で、別名は「ビンボー寮」。個室は2階にあり、シャワーとトイレは各室にあるが、キッチンと洗濯機は1階で共同使用。現在（12巻時）の寮生はリンゴ、アスミ、万里香、みかんの4人。アスミが入寮した頃はリンゴの他にもう一人の寮生がいたが、登場したのはその時だけで、以後の消息は不明。アニメ版では、寮生はリンゴとアスミの二人だけである。名前の由来は、ロシアの女性宇宙飛行士で、女性で初めて宇宙へ飛んだワレンチナ・テレシコワが、ミッションに成功した際に送信した「私はカモメ」のメッセージから。
かもめ寮の庭に植えられた新種の苗木
火星のテラ・フォーミング研究の副産物として、遺伝子操作により作られた桜の木。出生の経緯に共感を持ったマリカが、主に暖かく見守って育てている。
義理ぽんかん
アスミと圭がバレンタインデーの義理チョコの代わりに秋にあげたぽんかん。ぽんかんは秋の大好物である。
国際ボランティア青年団
災害で苦しむ国に赴き、救援活動や子供達の教育を行なうボランティア団体。桐生はこの団体の活動のため、高校卒業後海外へ渡航した。モデルは青年海外協力隊。
国立東京宇宙学校
日本人による宇宙開発を推進、支援する目的で東京都に設立された高等専門学校である。通称は不明（未設定?）。英語表記はTokyo Space School （TSS）。

国立東京宇宙学校 宇宙資料館
宇宙学校付属の資料館。敷地の外れにある荘厳な建物で、宇宙関連の資料を各種展示している。宇宙学校に寄贈されるまでは鍋島家（鈴木秋の母方の家系）の人々が暮らす家だった。鈴木秋は実家を勘当されてからボロアパートに一人で住んでいたが、アパート退去後はこの建物の屋根裏部屋に住んでいる。
獅子号
獅子号のマスコット人形
獅子号の打ち上げを記念して作られたマスコットキャラクターの人形。高野が描いた絵を元に作られている。少年時代の高野が宇喜多まりかと踊るために作ったライオンのお面の顔に、胴体と手足をつけたデザインである。高野は獅子号に搭乗する前、鈴成由子にこの人形を渡した。人形の中には婚約指輪が入っていたが、高野はそれを言わなかったため、由子はその後5年間それに気付かなかった。
鈴木グループ
鈴木秋の父親、鈴木春夫が会長を務める企業グループ。ビルや土地を多数所有している。
鎮魂の碑
獅子号事故の後、唯ヶ浜に建てられた慰霊碑。123段ある階段の頂上にある。
鍋島家
鈴木秋の母方の家系であり、宇喜多万里香（オリジナル体）の実母（クローン体のマリカにとっては遺伝学上での実母）も同じ一門に連なる（旧姓まで同一であったかは作中で触れられず）。現在、寄贈により宇宙資料館になっている建物の元の所有者。
はっぱ星
アスミが、カエデの葉を星に見立てて言った言葉。
花火卸 江戸若松屋
府中野新之介の下宿先。新之介の実家とは親戚関係にある。
ひまわり園 こどもの家
桐生が高校卒業まで住んでいた場所。主に災害などで身寄りを失った子供達を引き取り、保護している養護施設。18歳になったら退去しなければならない。
府中屋花火店
府中野新之介の実家。江戸時代から続く老舗で、新之介の兄・線之介で27代目になる。
北星高等学校
桐生が通っていた都内でも有数の進学校。男子校で、秋曰く金持ちの子息が多く通っている。
山中医院
ひまわり園の近くにある病院。診療科目は内科、小児科、外科。
唯ヶ浜
獅子号が墜落した場所で、アスミ、府中屋新之介の出身地。海と山に挟まれた景色の良い場所で、夏には大きな花火大会が行なわれる。
唯ヶ浜医院
島津タカシが入院していた病院。アスミのランニングコースの途中にある。
ライオンさんの被り物
ミュージカル劇「美女と野獣」に登場するヒロインのように踊りたい、という宇喜多まりかの願いをかなえるために少年時代の高野が作った（自分が野獣役を演じるための）ライオンのお面が、獅子号事故で命を落として浮遊霊になった後、時を経て再会したまりかの霊から再び手渡されたものである。高野は「美女と野獣」を見た事がなく、自分の想像でお面を作ったため、それを見たまりかに「野獣というよりライオンさん」と言われてしまった。お面が被り物になった経緯は不明。
ライオンさんのハーモニカ
生前の高野は、「初めて宇宙へ行った楽器」であるハーモニカをいつも持ち歩いていた。ライオンさんが持っているハーモニカは、獅子号への搭乗直前に拝島涼平から手渡されたものである。
和菓子 近江屋
近江圭の実家。東京の下町で代々続いている老舗和菓子店。

## 東京宇宙学校の入学試験・授業カリキュラム等

### 入学試験内容
- 一次試験（午前） - 筆記試験（おそらく主要五科目および宇宙史） ： 割り当てられた時間の短さから、その内容は易しいものと考えられる。
- 二次試験（午後） - 面接試験
- 二次試験（実技） - 閉鎖環境適応テスト ： 宇宙飛行士養成コース志願者のみが受験する。つくば市方面の施設に会場を移して実施。3人一組で気密室に閉じ込められ、課題として7日以内にドミノ倒し（2024年度）を完成させるというもの。忍耐力・協調性・観察力・集中力・問題解決力・発想の柔軟さを見るために行なう。ドミノが入った箱を開くパスワードとして、各部屋に不規則に割り当てられた部屋番号を入力する必要があり、誤入力するとその時点でテストは中止になる。試験の途中で意図的なアクシデント（急減圧）が加えられ、各受験生の持つ力が試される。体調不良などで課題を続けられない場合、非常ボタンを押してテストを中断する事ができるが、その場合は3人共失格になる。2025年度はドミノ倒しではなく、何も印刷されず真っ白のジグソーピースを用いた巨大ジグソーパズルの組み立てが二次試験実技に採用・実施された。

### 授業カリキュラム
- 一般科目
  - 英語（文法、ヒアリング）
  - 現代文、古文
  - 数学
  - 物理
  - 化学
  - 社会、地理、日本史、世界史
- 必須科目 - 年間で100単位を取得しなくてはならない。
  - 宇宙物理学
  - 宇宙科学
  - 天文学
  - 地学
  - 材料工学
  - 宇宙医学
  - 宇宙工学
- 選択科目
  - - 調査中 -
- 各種実習・訓練
  - 基礎体力の養成 - 毎日のランニングと筋力トレーニングが課せられている。
  - 着衣水泳訓練 - 無重量体感訓練の前提となるもので、フライトスーツと靴を身に着けて100mを泳ぐ。
  - サバイバル実習 - 山班と海班に分かれて行なう。山班は火の起こし方やテントの張り方を習った後、山道を走る。海班の実習内容は不明（ロシアでもソユーズ乗員は宇宙局で同様の訓練を受ける。着陸点が予定帰還地から大幅に（数百キロ）逸れた場合、救助隊が来るまでキャンプを張って過ごさねばならないため）。
  - 校外でのマラソン実習（アニメ版） - 佐野教官がアスミを呼び出した事に端を発し、5人は実習に参加できず。
  - 校外でのマラソン補習（アニメ版） - マラソン実習に参加できなかった5人、山道でしごかれる。
  - マルチアクシス・トレーナー訓練 - 三軸方向に回転する座席に搭乗し、回転する中で簡単な数式（四則演算）を解く。平衡感覚、平常心および判断力の鍛錬が目的。
  - スキューバダイビング訓練 - 訓練シーンは登場しておらず、詳細は不明。
  - 水中での擬似無重量訓練 - 宇宙服（アスミ用のみ特注品）を着用し、無重力下での労働作業に備えた実技訓練を行う。
  - ロボットアーム操作訓練 - ロボットアームを操作して資材を移動したり、アームの先端に乗せた船外作業員役の生徒との連携を訓練する。
  - 無重量体感訓練 - ジェット機を使い擬似的な無重量状態を体験する。この訓練は別名「ゲロ彗星」と呼ばれている。
  - サバイバル訓練 - 目的を知らされずに緊急脱出カプセルに入った後、そのまま運搬されて山中に放置される。与えられた最小限の装備を使い、5日以内に指定された場所へ辿り着くというもの。与えられる装備は3日分程度の水と食料、寝袋、地図、方位磁石および位置特定用の無線発信機（通話機能は無い）などだが、カプセルの内装を剥がして利用する事は想定内。なおアスミの方位磁石は欠品（手違いか故意かは不明）だった。
  - 機械の分解組み立て実習 - 目的を知らされずに無作為に機械を選んで分解し、その後元通りに組み立て直すというもの。機械工学上の素養を高めるだけでなく、観察力・記憶力を常に働かせて突発的な事象への冷静な対応を養う訓練。復元できなかった場合は学生の自己負担で弁償する。
  - フライトシミュレーション訓練 - スペースシャトルの操縦席を模したフライトシミュレーターに二人一組で搭乗し、種々の緊急事態に臨機応変かつ冷静に対応する能力を養う訓練。
  - 「牢破り」訓練 - 使われなくなった刑務所を使用して行なう。数人ずつのチームに分かれ、7日以内にその中の誰か一人でも独房から脱出して敷地内の旗まで辿り着けば良い、というもの。積極思考を養なう訓練らしい。
  - 減圧訓練 - 減圧室の中に一人で入り、急減圧される中で四則演算問題を解く。ギブアップなら酸素ボタンを押し、そこまでの持続時間を計る。持続時間と演算正解率の両方をチェックする。減圧環境下での作業感覚を養う訓練。
  - 遠心機訓練 - 遠心加速機へ二人一組で搭乗し、3Gの加速度を負荷する。その状況下で指定のボタンを押すなどの作業動作を行なう。
  - 船外活動訓練 - 校外の巨大水槽施設で行なう、宇宙空間での船外活動を想定した長時間の訓練。打ち上げ予定の太陽光発電衛星の組み立て・点検・修理を想定した内容で、船外活動と船内操作の両方を訓練する。開発中の作業ロボットも同時に作業を行ない、作業スピードを競う。出番の無い日は山道を走る。
- 課外活動
  - 施設見学 - 小笠原宇宙センターでロケットの打ち上げを見学する。

### その他
- 実在の高等専門学校や大学と同様に、単位履修制を取っている。
- 宇宙飛行士養成コースの修業年限は4年。3年生の後半で、4年生への進級の可否が判定される。年限は異なるが、この点は高等専門学校と類似している。また、単位取得が必須である事の他、実技および訓練も全てクリアしていなければ卒業要件は満たせない。
- アルバイトは1年生から認められている（「認可制」「届け出制」「制限なし」のどれにあたるのかは、作中で特に明かされていない）。
- バイク通学は1年生から認められている。
- 3学期制を取っている。
- 春・夏・冬の長期休暇がある。しかしカリキュラムの濃密さから、実質的な日数は短いものとされる。

## 由比ヶ浜 ＝ 唯ヶ浜のモデル説を裏付ける類似点
- 唯ヶ浜駅のモデルは江ノ島電鉄線極楽寺駅（由比ヶ浜駅から2つ西隣の駅・神奈川県鎌倉市）とされている。
  - 原作第30話（コミックス7巻）では唯ヶ浜駅の駅舎看板に、「江ノ島電鉄」とよく似た「阿ノ島電鉄」（架空の私鉄路線）の表記がある。
- 唯ヶ浜駅の構造は、極楽寺駅と同様に単式ホーム1面1線の地上駅である。
- アスミの成績証明書の現住所欄に、「神奈川県鎌倉市唯ヶ浜町4…」と記載されている（アニメ版）。
- 唯ヶ浜、由比ヶ浜のいずれも、夏に花火大会が開催される。
- アニメ版の唯ヶ浜駅は海を見通せる場所にあり、その点では鎌倉高校前駅に似ている。原作およびアニメのエンディングイラストは江ノ電の風景を詳細に表現しているものの、アニメ本編では大幅にアレンジされている。

## アニメ
2003年度にアニメ化され、NHK-BS2の衛星アニメ劇場の枠内で全20話が放送された。当初は4:3標準サイズでの放送だったが、後に教育テレビ（Eテレ）のデジタル放送にてハイビジョンで放送。以降もBS2やEテレのマルチ放送（023）、CS専門チャンネルAT-Xで再放送されている。
アニメ制作時の原作の進行状況に合わせて、原作コミックスの1巻から6巻の冒頭までがアニメ化された。概ね原作に沿った形でアニメ化されているが、省略されたエピソードがあるほか、結末はアニメオリジナルの展開になっている。キャラクターデザインにはあまり原作の雰囲気は残っておらず、アニメ向きにアレンジされたキャラクターが多い。連載開始前の読み切り短編（過去編）は、「2015年の打ち上げ花火」を第1話に配置し、他の話もストーリーの途中に挟み込む形で制作されている。柳沼行がエンディングのイラストを描いている。

### キャスト（アニメ）
主要人物
- 鴨川アスミ - 矢島晶子
- ライオンさん - 子安武人
- 宇喜多万里香（マリカ / まりか） - 木村亜希子
- 府中野新之介 - 豊永利行
- 近江圭 - 大浦冬華
- 鈴木秋 - 甲斐田ゆき

主要人物の関係者
- 鴨川友朗 - 堀内賢雄
- 鴨川今日子 - 笠原弘子
- 万里香の父 - 佐々木敏
- 秋の父 - 廣田行生

東京宇宙学校
- 佐野 - 増谷康紀
- 塩見 - 菅原淳一
- 西田先生 - 高塚正也
- 坂下リンゴ - 石井順子
- 山本 - 下崎紘史

唯ヶ浜小学校
- 鈴成由子 - 水野理紗
- 柴田かさね - 半場友恵
- 島津タカシ - 藤田大助

### スタッフ（アニメ）
- 原作 - 柳沼行
- 監督・シリーズ構成 - 望月智充
- キャラクターデザイン - 後藤真砂子
- 設定考証・コンセプトデザイン - 小倉信也
- 美術監督 - 込山明日香
- 色彩設定 - 一瀬美代子
- デジタルコンポジット（撮影監督） - 伊藤正弘
- 音響監督 - 郷田ほづみ
- 音楽 - 三宅一徳
- アニメーション制作 - グループ・タック
- アニメーションプロデューサー - 桜井宏、橋本淳至
- プロデューサー - 森千加代、近藤栄三
- 制作統括 - 柏木敦子、植原智幸
- 制作・著作 - NHK
- 共同制作 - NHKエンタープライズ21、総合ビジョン

### 主題歌（アニメ）
オープニングテーマ「Venus Say」
作詞 - 新藤晴一 / 作曲・編曲 - 本間昭光 / 歌 - Buzy
- 正式な曲名は「Venus Say…」だが、NHKの公式表記ではSayの後に〝…〟はついていない。

エンディングテーマ「見上げてごらん夜の星を」
作詞 - 永六輔 / 作曲 - いずみたく / 編曲・歌 - BEGIN

### 各話リスト
| 話数   | サブタイトル         | 脚本     | 絵コンテ   | 演出       | 作画監督        | 放送日         |
| ------ | -------------------- | -------- | ---------- | ---------- | --------------- | -------------- |
| 第1話  | 打ち上げ花火         | 望月智充 | 望月智充   | 佐々木和宏 | 窪敏            | 2003年 11月1日 |
| 第2話  | アスミの夢           | 中瀬理香 | 安芸紀子   | 佐々木勝利 | 我妻宏          | 11月8日        |
| 第3話  | 星への一歩           | 中瀬理香 | 佐藤英一   | 山本裕介   | 古田誠          | 11月15日       |
| 第4話  | 遠い日の記憶         | 中瀬理香 | 河合夢男   | 柳瀬雄之   | 柳瀬雄之        | 11月22日       |
| 第5話  | おかあさんの顔       | 望月智充 | 望月智充   | 萩原露光   | 松田芳明        | 11月29日       |
| 第6話  | テスト終了           | 中瀬理香 | 山崎たかし | 木鈴芳     | 山口保則        | 12月6日        |
| 第7話  | 宇宙学校入学式       | 中瀬理香 | 洪憲杓     | 洪憲杓     | 窪敏 長谷部敦志 | 12月13日       |
| 第8話  | ひとりの夢みんなの夢 | 中瀬理香 | 安芸紀子   | 佐々木勝利 | 吾妻宏          | 12月20日       |
| 第9話  | カムパネルラの森     | 望月智充 | 望月智充   | 大沼心     | 古田誠          | 2004年 1月10日 |
| 第10話 | 水の中にも宇宙       | 中瀬理香 | 山本裕介   | 加藤顕     | 柳瀬雄之        | 1月17日        |
| 第11話 | 傷ついた翼           | 中瀬理香 | 萩原露光   | 萩原露光   | 川口弘明        | 1月24日        |
| 第12話 | ふたりの星はっぱ星   | 望月智充 | 望月智充   | 洪憲杓     | 窪敏            | 1月31日        |
| 第13話 | 約束の5人            | 中瀬理香 | 高柳哲司   | 木鈴芳     | 山口保則        | 2月7日         |
| 第14話 | 悲しい笑顔           | 中瀬理香 | 安芸紀子   | 佐々木勝利 | 権允姫          | 2月14日        |
| 第15話 | ひとりぼっち         | 中瀬理香 | 山崎たかし | 太田知章   | 粉川剛          | 2月21日        |
| 第16話 | アスミの桜           | 望月智充 | 望月智充   | 山本秀世   | 桜井正明        | 2月28日        |
| 第17話 | サバイバル訓練       | 中瀬理香 | 萩原露光   | 萩原露光   | 川口弘明        | 3月6日         |
| 第18話 | マリカとまりか       | 中瀬理香 | 康村諒     | 木鈴芳     | 山口保則        | 3月13日        |
| 第19話 | いま君にできること   | 中瀬理香 | 安芸紀子   | 洪憲杓     | 窪敏            | 3月20日        |
| 第20話 | 明日を見つめて       | 望月智充 | 望月智充   | 望月智充   | 後藤真砂子      | 3月27日        |

### 放送期間
- 1回目（本放送） - 2003年11月1日 - 2004年3月27日、NHK-BS2、土曜日 9時00分 - 9時25分 （衛星アニメ劇場 第3枠）
- 2回目 - 2005年2月3日 - 6月16日、NHK教育、木曜日（水曜深夜） 0時25分 - 0時50分
- 3回目 - 2006年1月13日 - 3月17日、NHKデジタル教育3ch、金曜日 22時00分 - 22時50分 （2話連続×10回）
- 4回目 - 2006年10月16日 - 10月27日、NHK-BS2、平日 5時00分 - 5時50分 （2話連続×10回）
- 5回目 - 2009年6月30日 - 、NHK-BShi、火曜日 19時25分 - 19時50分

### 原作とアニメ版の相違点
幼少時、アスミが川で溺れた時の府中野新之介の対処の仕方
原作 - アスミを背負って友朗の家まで運んだ。
アニメ - アスミが溺れた場所まで友朗を連れて来た。
入学式の際、新入生代表に選ばれた鈴木秋の言動
原作 - 学校に何の連絡もせずに欠席。
アニメ - 出席し、大胆なスピーチをする。
入学式後の下校途中、近江圭の皮肉に宇喜多マリカが返した言葉
原作 - 圭が男子生徒を意識して眼鏡からコンタクトレンズに換えた事について。
アニメ - 閉鎖環境適応テストの減圧時に露見した圭の虫歯の治療について。
入学式の夜、友朗がアスミに渡した物
原作 - 今日子の形見の髪止め。
アニメ - 今日子が友朗へ贈った万年筆。
府中野新之介の利き手
原作 - 筆記用具は右手で、箸は左手で持つ。
アニメ - どちらも右手で持つ。
アスミがアルバイトをしているファミリーレストランの名称
原作 - 「Benny's」
アニメ - 「Capella」
塩見が佐野を屋上へ呼び出して誤解を解く場面
原作 - 喫煙している。
アニメ - タバコではなく、コーヒーに置き換えられている。
獅子号の軌道船（有人宇宙ブロック）について
原作 - ロケット本体は頻繁に登場するものの、軌道船の形状などを描いたシーンは今の所登場していない。
アニメ - 設計図らしき物が映し出されるシーンが登場し、「獅子」が名称に採り上げられた理由がうかがえる。開いた太陽電池パネルがライオンのたてがみを連想させる形状になっている。
ライオンさんの本名
原作 - 不明。鈴成由子の婚約指輪に彫られている"T"の文字のみが明らかになっている。ただし、おぼろげながら墓碑の銘が「高野家」と読めるシーンはある。（高○○家と3文字の苗字にも見える。）
アニメ - 高野姓である事が明確になっている。
ライオンさんの、アスミの呼び方
原作 - 「チビちゃん」
アニメ - 「おチビちゃん」
鈴木秋の、アスミの呼び方
原作 - 「アスミくん」
アニメ - 「カモメちゃん」
高校生に成長した柴田かさねが登場する場面
原作 - ある日突然、アスミを訪ねてかさねが上京、かもめ寮の近くの公園で再会する。
アニメ - サバイバル訓練中に倒れて病院で休んでいたマリカと対面する。マリカは、かさねがアスミの幼馴染である事を知り、自分の本当の気持ちを打ち明ける。アスミとの対面シーンは登場しない。
宇喜多マリカが抱えていた人生上の問題を告白する相手、場所
原作 - 相手はアスミ達、場所はカムパネルラの森のオリオン2号の傍。
アニメ - 相手は柴田かさね、場所は病院。自分がクローン人間である事を示唆するに留まっている。先天性の病気を持っている事は告白していない。
宇喜多マリカの髪の毛の色
原作 - ■空五倍子（うつぶし）色
アニメ - ■草色
その他、アニメ版最終回関連
宇喜多マリカが、アスミを「鴨川さん」ではなく「アスミ」と呼ぶ。
ライオンさん（高野）が宇喜多マリカ、府中野新之介、近江圭、鈴木秋にもその姿を現し、被り物を取って素顔を見せる。
| NHKBS2 衛星アニメ劇場 土曜日9:00枠     | NHKBS2 衛星アニメ劇場 土曜日9:00枠 | NHKBS2 衛星アニメ劇場 土曜日9:00枠 |
| 前番組                                 | 番組名                             | 次番組                             |
| -------------------------------------- | ---------------------------------- | ---------------------------------- |
| 機動警察パトレイバー (OVA初期シリーズ) | ふたつのスピカ                     | 今日からマ王!                      |

## テレビドラマ
2009年6月18日より7月30日まで毎週木曜日20:00 - 20:45に、NHK総合テレビの「ドラマ8」枠で放送された。全7回。桜庭ななみは、連続ドラマ初主演となる。

### キャスト（ドラマ）
主要人物
- 鴨川アスミ - 桜庭ななみ[1]（幼少時代：大森絢音）
- 宇喜多万里香 - 足立梨花
- 府中野新之介（ふっちー） - 大東俊介[2]（幼少時代：柴田洸翔）
- 近江圭 - 高山侑子
- 鈴木秋（シュウ） - 中村優一

主要人物の関係者
- 鴨川友朗 - 髙嶋政宏
- 鴨川今日子 - 原史奈
- 宇喜多千里 - RIKACO
- 鈴木さくら - 菊里ひかり

東京宇宙学校
- 佐野貴仁 - 田辺誠一
- 塩見敏子 - かとうかず子
- 大西耕次郎 - ゴルゴ松本（TIM）

その他
- 拝島涼子 - 本上まなみ
- 桐生春樹 - 向井理
- 刈谷譲二 - 神保悟志
- 秋葉吾朗 - おかやまはじめ
- 野々宮隆 - 二階堂智
- 大学院生 - 橋本淳
- 藤井ルミ - 霧島れいか
- 沢渡百合 - 小林恵美
- 川本校長 - 大石吾朗
- 桐生夏樹 - 桑代貴明

### スタッフ（ドラマ）
- 制作統括 - 橘康仁、加賀田透、遠藤理史
- チーフプロデューサー - 竹内敬明
- 脚本 - 荒井修子、松居大悟
- 演出 - 山本剛義、塚原あゆ子
- 音楽 - 梅堀淳
- 撮影協力 - JAXA（宇宙航空研究開発機構）
- ロボット協力 - 千葉工業大学 未来ロボット技術研究センター
- 映像提供 - JAXA、NASA
- 制作 - NHKエンタープライズ
- 制作・著作 - NHK、ドリマックス・テレビジョン

### 主題歌（ドラマ）
- ORANGE RANGE 『瞳の先に』

### 放送日程
| 各話                                                      | 放送日  | サブタイトル     | 脚本     | 演出       | 視聴率 |
| --------------------------------------------------------- | ------- | ---------------- | -------- | ---------- | ------ |
| 第1回                                                     | 6月18日 | 宇宙に行きたい!  | 荒井修子 | 山本剛義   | 3.4%   |
| 第2回                                                     | 6月25日 | 宇宙飛行士の資格 | 荒井修子 | 塚原あゆ子 | 3.0%   |
| 第3回                                                     | 7月02日 | 地球は青かった   | 松居大悟 | 塚原あゆ子 | 3.1%   |
| 第4回                                                     | 7月09日 | 宇宙までの距離   | 松居大悟 | 山本剛義   | 3.2%   |
| 第5回                                                     | 7月16日 | 宇宙へのライバル | 松居大悟 | 山本剛義   | 3.5%   |
| 第6回                                                     | 7月23日 | 宇宙で弾くピアノ | 荒井修子 | 塚原あゆ子 | 3.5%   |
| 最終回                                                    | 7月30日 | さよなら宇宙学校 | 荒井修子 | 山本剛義   | 3.1%   |
| 平均視聴率 3.2%（視聴率は関東地区・ビデオリサーチ社調べ） |         |                  |          |            |        |

### 原作とドラマ版の相違点
- ドラマ版では下記キャラクターが存在しない。
  - ライオンさん（高野）、島津、鈴成、柴田かさね他
- 下記キャラクターの設定に変更が加えられている。
  - 鴨川アスミ - 原作、アニメでは小柄という設定だが、ドラマでは演じた桜庭ななみが平均的な身長であるためこの設定は破棄されている。
  - 宇喜多千里 - マリカの父親「うきたせんり」ではなく母親「うきたちさと」。原作では母親は故人だが、ドラマでは健在で病気にもかかっていない。さらに、原作での鈴木秋の父親同様、ドラマ版での宇喜多千里も政界進出を果たしており、宇宙学校に対しても（娘が在籍してる間だけの）単なる大口パトロンではなく、学校運営に深く干渉（運営方針策定や、意に沿わない教員の解雇など）する役どころに変わっている。
  - 宇喜多マリカ - ドラマでは全くの健康体。クローン人間という設定（同じ容姿・名前を持っていた姉が居たという設定）も外された。
  - 鈴木秋 - 眉毛は剃られていない。
  - 鴨川友朗 - 宇宙開発事業団を退庁せず、現在も獅子号墜落事件の遺族対応を担当し続けている。
  - 鴨川今日子 - 原作では獅子号事故によって5年間植物状態になった後に死んだが、ドラマでは獅子号事故の時に死んだことになっている。
  - 桐生春樹 - ドラマではアスミ達と同じ東京宇宙学校の生徒（別コースの上級生）とされ、原作に登場したロボット技師の設定を呑み込んだ形になっている。アスミに見せてた反感の動機も、原作の「明確な人生設計・将来の夢を持たざる者の虚無感から来る嫉妬心」から「愛する人を大惨事で間接的に失わせた獅子号ロケット開発技術者の娘だから」というものに変更されている。
  - 塩見と拝島 - 女性になっている。
  - 佐野の恋人 - 原作では獅子号墜落直後に即死したが、ドラマでは昏睡状態で生存中。
  - 桐生の父親 - ドラマでは墜落死した獅子号パイロットの一人となっている。

| NHK総合 ドラマ8                           | NHK総合 ドラマ8                          | NHK総合 ドラマ8                                             |
| 前番組                                    | 番組名                                   | 次番組                                                      |
| ----------------------------------------- | ---------------------------------------- | ----------------------------------------------------------- |
| ゴーストフレンズ （2009.4.2 - 2009.6.11） | ふたつのスピカ （2009.6.18 - 2009.7.30） | 恐竜SFドラマ プライミーバル 第2章 （2009.8.27 - 2009.10.8） |

## 作品の評価
英語版のコミックはVertical Incから全14巻で発行され、アメリカの青少年文学賞であるCYBILS（Children's and Young Adult Bloggers' Literacy Awards)の2010年のグラフィックノベル部門のトップ５のファイナリストに選ばれた。英語圏の本で占められる同賞の選書に日本からのコミックが選ばれたのは異例。この為アメリカの多くの公立図書館にもおかれている。

## 書籍
コミックス
- ふたつのスピカ
  - 1巻 - 2002年1月31日発行 ISBN 4-8401-0428-X
  - 2巻 - 2002年4月30日発行 ISBN 4-8401-0440-9
  - 3巻 - 2002年11月30日発行 ISBN 4-8401-0468-9
  - 4巻 - 2003年5月31日発行 ISBN 4-8401-0490-5
  - 5巻 - 2003年10月31日発行 ISBN 4-8401-0906-0
  - 6巻 - 2004年4月30日発行 ISBN 4-8401-0944-3
  - 7巻 - 2004年12月31日発行 ISBN 4-8401-0984-2
  - 8巻 - 2005年5月31日発行 ISBN 4-8401-1307-6
  - 9巻 - 2005年12月31日発行 ISBN 4-8401-1349-1
  - 10巻 - 2006年3月31日発行 ISBN 4-8401-1377-7
  - 11巻 - 2006年11月30日発行 ISBN 4-8401-1635-0
  - 12巻 - 2007年3月23日発行 ISBN 978-4-8401-1687-9
  - 13巻 - 2007年12月22日発行 ISBN 978-4-8401-1984-9
  - 14巻 - 2008年3月22日発行 ISBN 978-4-8401-2205-4
  - 15巻 - 2009年6月23日発行 ISBN 978-4-8401-2576-5
  - 16巻 - 2009年10月23日発行 ISBN 978-4-8401-2923-7

ノベライズ
「ふたつのスピカ 宇宙（そら）への一番星」と言うタイトルで、2004年に上・下2巻が出版された。アニメ版監督の望月智充が執筆している。原作を元にノベライズしたものではなく、細かな差異はあるがほぼアニメ版のストーリーに沿った内容になっている。柳沼行が本文イラストを描いている。
- ふたつのスピカ 宇宙（そら）へのいちばん星
  - 上巻 - 2004年4月19日発行 ISBN 4-8401-1062-X
  - 下巻 - 2004年4月30日発行 ISBN 4-8401-1080-8

その他
- オフィシャルブック ふたつのスピカ アニメ設定資料集 - 2004年4月19日発行 ISBN 4-8401-1041-7
- ふたつのスピカ イラストブック - 2006年3月31日発行 ISBN 4-8401-1380-7